# Turon-Nationalpark
Der Turon-Nationalpark ist ein Nationalpark im Osten des australischen Bundesstaates New South Wales bei der Kleinstadt Capertee, 150 km nordwestlich von Sydney und rund 40 km nordwestlich von Lithgow. Bereits 1983 wurde das Gebiet am Oberlauf des Turon River als Schutzgebiet vorgeschlagen, aber erst 2002 erfolgte die Gründung des Nationalparks. 
Im Gebiet des heutigen Turon-Nationalparks fand 1851 ein Goldrausch statt, und heute noch kann man Überreste aus dieser Zeit sehen. Das damals gerodete Weideland ist heute noch erkennbar. Kasuarinen wachsen an den Flussufern, und verschiedene Eukalyptusarten bedecken die Hänge. Eine große Zahl von Vögeln lebt im Park, und die Roten Wallabys verbringen ihre Tage auf den Gipfeln und Graten der Sandsteinhügel und ziehen sich in der Dämmerung in die Täler zurück. 
Der Park liegt relativ hoch: Der Talgrund liegt auf etwa 750 Meter, die Gipfel und Grate auf rund 850 Meter. Grund dafür ist seine Lage auf den Westhängen der Great Dividing Range. In den kühleren Monaten sinken die Temperaturen auch unter 0 °C.  
Die Zufahrt zum Talboden ist mit Straßenfahrzeugen schwierig, und nach heftigen Regenfällen ist selbst vom Einsatz allradgetriebener Fahrzeuge abzuraten. Es gibt zwei Campingplätze auf dem Parkgelände, Woolshed Flat und The Diggings.